# Геловани

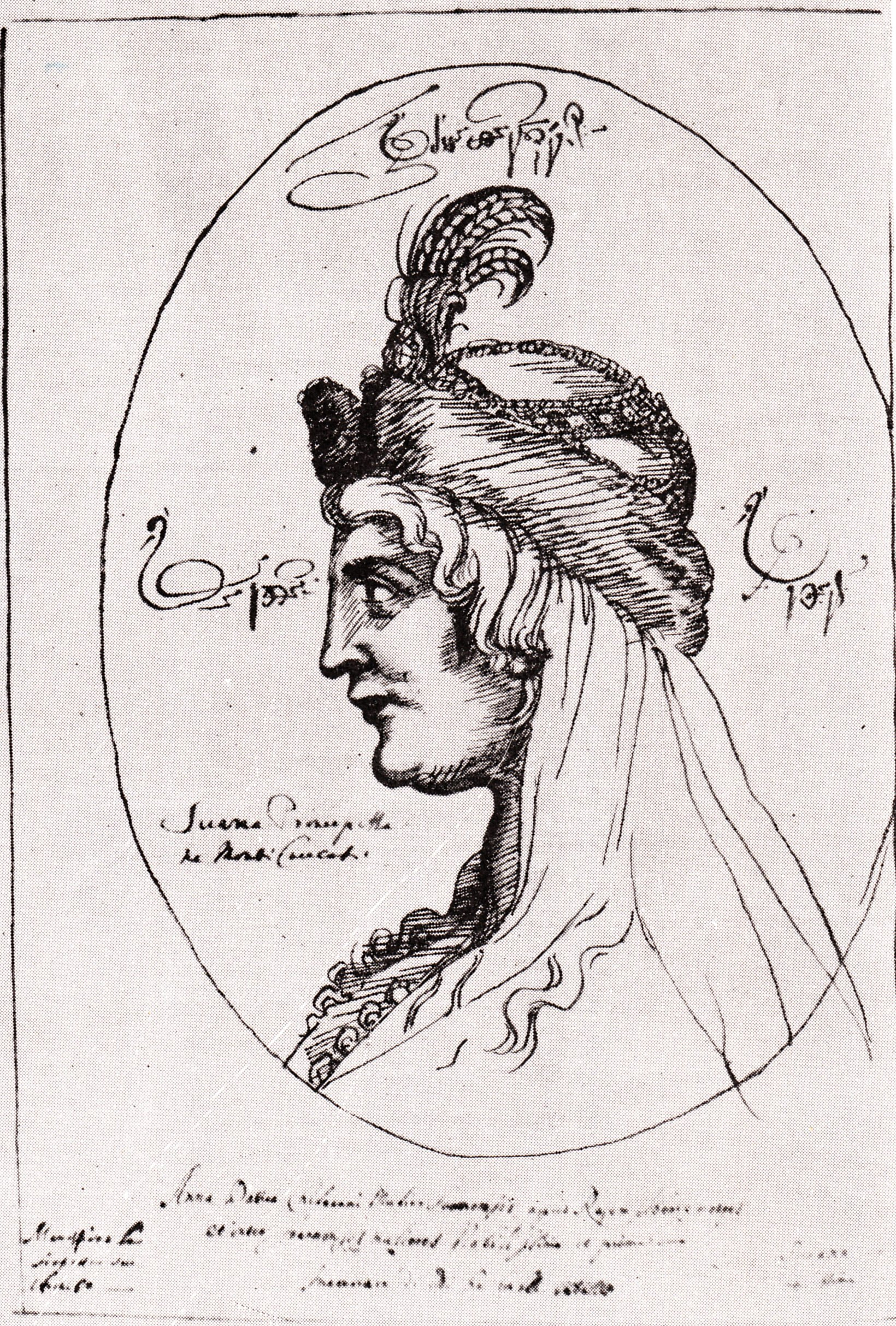
Супруга князя Датуа Геловани Анна. XVII в. Альбом зарисовок Дона Кристофоро де Кастелли.

Гелова́ни — грузинский (сванско-лечхумский) княжеский род, в XIV—XVII вв. эриставы Сванетии.

## История
Род известен по крайней мере с XII века. В «Истории царства Грузинского» царевича Вахушти Багратиони в перечислении государственных деятелей при царице Тамаре говорится, что её «визирем и секретарём был назначен Антон Геловани — человек умный и здравомыслящий».
Князья Геловани были эриставами (управляющими) Сванетии с XIV до середины XVII вв. В том же сочинении Вахушти говорится, что в 1360 царь Грузии Баграт V отстранил от эриставства Варданисдзе и «поставил эриставом Сванетии тавада Геловани». В начале XVII века, после узурпации князьями Дадиани Сванетии и вынужденного изгнания семьи в Кабарду, от рода Геловани отделяется ветвь Дадеша Геловани, который основывает свой род — Дадешкелиани (модифицировано в соответствии с кабардинским произношением) и отвоевывает Сванетию у Дадиани. Впоследствии князья Геловани управляют частью Нижней Сванетии (примерно соответствующей Лентехскому району), а Дадешкелиани — всей Верхней Сванетией. После того, как Грузия была присоединена к России, династия Геловани признавалась в княжеском достоинстве Российской империи, о чём свидетельствуют соответствующие записи в Российской родословной книге. Впоследствии династия формально утверждается в княжеском достоинстве Российской империи Высочайше Утверждённой Комиссией при Правительствующем сенате (Указ № 15953 от 19 декабря 1891 года). Князь Варлам Геловани был депутатом Государственной Думы Четвёртого Созыва и близким другом А. Керенского. Князья Геловани входили в состав Императорского Конвоя. Различные ветви рода Геловани в настоящее время проживают в таких странах, как Грузия, Россия, Германия, Италия, США и Великобритания.

## Описание герба
По А. Шаффанжону:

Щит четверочастный. В первой золотой части Св. Георгий на белом коне в доспехах и червлёном плаще, влево, поражает копьем зелёного с чёрными крыльями змия. Во второй пурпурной части серебряный с золотой рукоятью меч в перевязь, обремененный золотыми весами в левую перевязь, сопровождаемые сверху золотою державою. В третьей лазуревой части двуххолмная серебряная гора, сопровождаемая сверху серебряным же полумесяцем рогами вверх, обременённым двумя золотыми ключами в андреевский крест. В четвёртой серебряной части чёрный медведь, стоящий на задних лапах. Герб украшен багряною, подбитою горностаем мантией с золотыми кистями и такою же бахромою и увенчан княжескою короною.

## Владения
Эриставам Геловани принадлежал монастырь Квирике и Ивлиты в Лалхори (община Кала), где сохранились родовой каменный дворец и крепость, которые и сейчас носят имя Геловани; расположенные здесь же лучшие пахотные земли также называются «полями Геловани». В XVIII веке род перемещается в провинцию Лечхуми, где владел селениями: Спатагори, Жошхи, Ладжана, Лашети и крепостью Мали. От имени владетелей Мегрелии Дадиани, владевших этой провинцией Геловани управляли краем в должности сардал-моуравов.

## Известные представители
- Геловани, Леван Годжаспирович (1843-1903) — князь, подпоручик милиции, участник Кавказских войн, участник Русско-турецкой войны 1877—1878 годов.
- Геловани, Константин Леванович (1873 - 1932) — князь, российский и грузинский военачальник. Герой Русско-японской войны 1904—1905 гг., участник 1-й мировой войны. Генерал Грузинской Демократической Республики.
- Геловани, Варлаам Леванович (1878 - 1915) — князь, политический и общественный деятель, депутат IV Государственной думы Российской империи.
- Геловани, Виктор Георгиевич (1878 - 1921)  — князь, родился с. Спатагори Кутаисской губернии Российской империи, ныне в составе Грузии — один из известнейших инженеров-механиков своего времени в Закавказье.
- Геловани, Михаил Георгиевич (1893 - 1956) — советский актёр театра и кино, режиссёр. Народный артист СССР (1950), лауреат четырёх Сталинских премий (1941, 1942, 1947, 1950).
- Геловани, Арчил Викторович (1915 - 1978) — советский военачальник, маршал инженерных войск (1977). Заслуженный строитель РСФСР (1971). Депутат Верховного Совета РСФСР 9-го созыва (1975—1978).
- Геловани, Виктор Арчилович (род. 1944) —  советский и российский учёный, специалист в области прикладной математики, вычислительной техники, математического моделирования. Академик РАН, доктор технических наук.
- Геловани, Арчил Викторович (род. 1974) — грузинский предприниматель, кинопродюсер. Основатель и руководитель студии «Независимый Кинопроект».
- Геловани Георгий Михайлович - выдающийся советский и российский оперный режиссер. В течение многих лет был режиссером оперы Государственного Большого Театра СССР и Российской Федерации.